# گوش‌قرمز شکم‌زرد
گوش‌قرمز شکم زرد (نام علمی: Trachemys scripta scripta) نام یک زیرگونه از گونه لاک‌پشت لغزنده برکه‌ای است. این زیر گونه در جنوب شرقی ایالات متحده آمریکا، در ایالات فلوریدا تا جنوب شرقی ویرجینیا یافت می‌شود. زیستگاهش نیز شامل، دشت‌های سیلابی، باتلاق‌ها، مرداب‌ها و تالاب‌های فصلی می‌باشد. این حیوان گاهی به عنوان حیوان خانگی در فروشگاه‌ها خرید و فروش می‌شود.

## نگارخانه

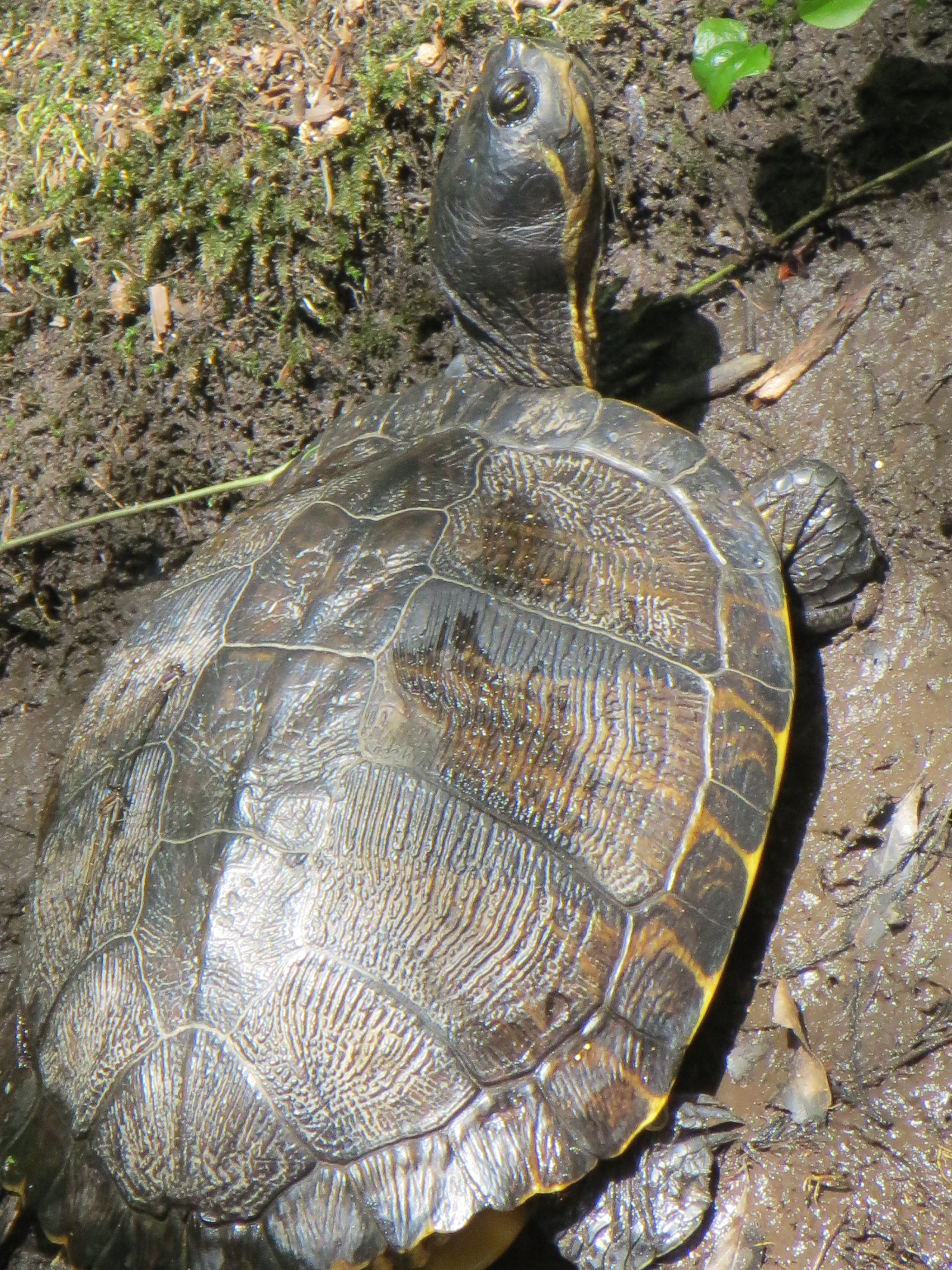
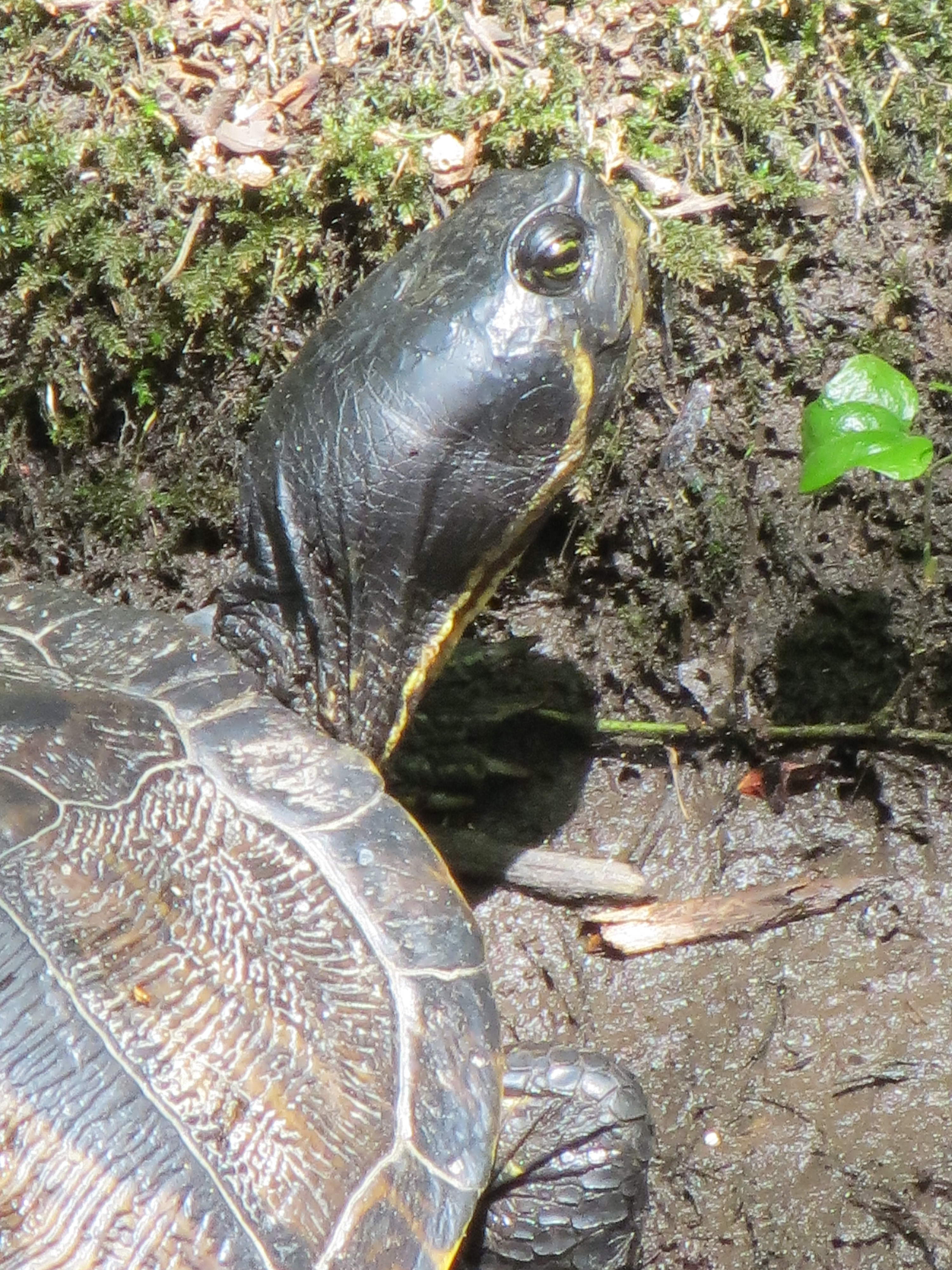
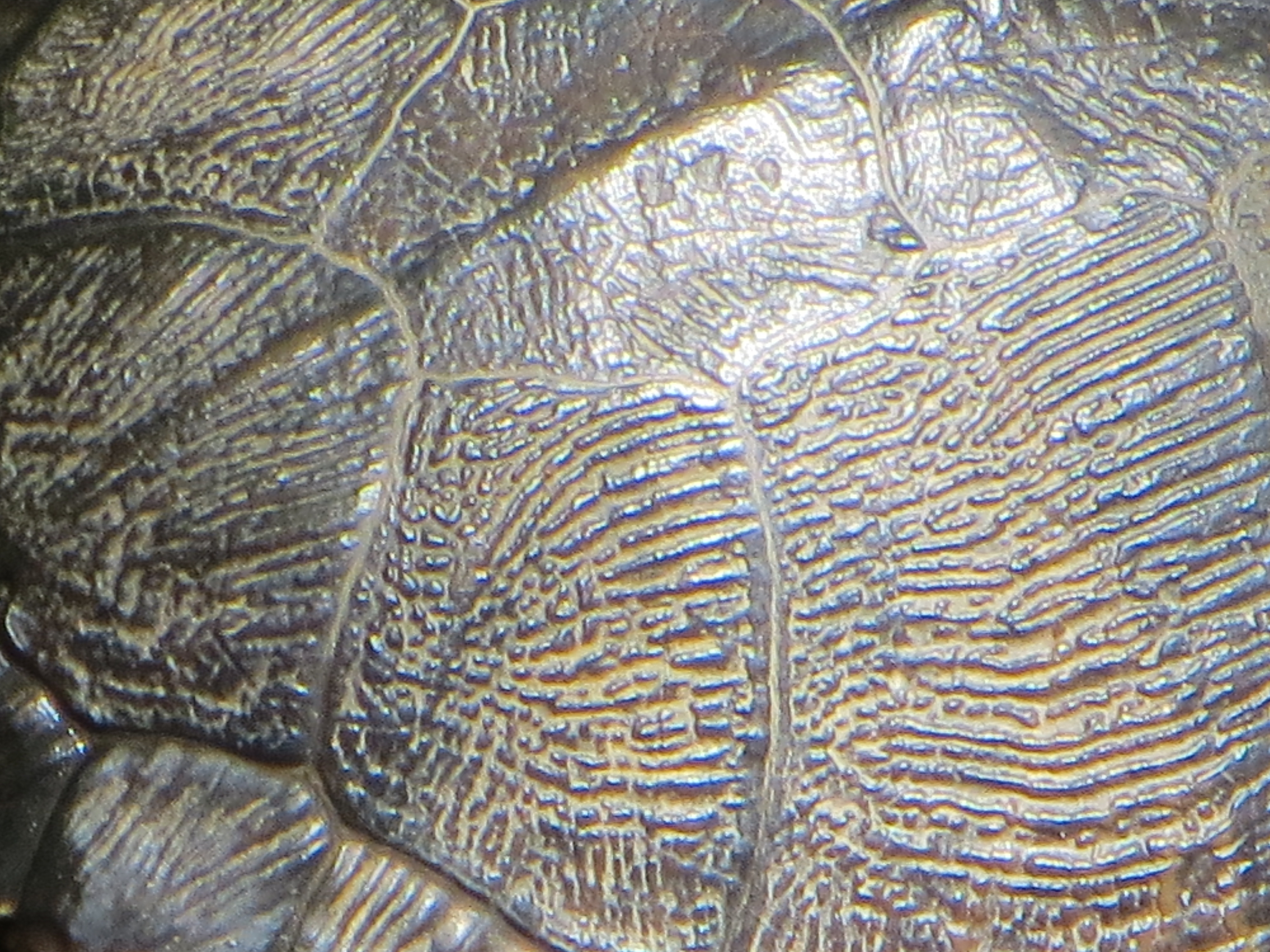
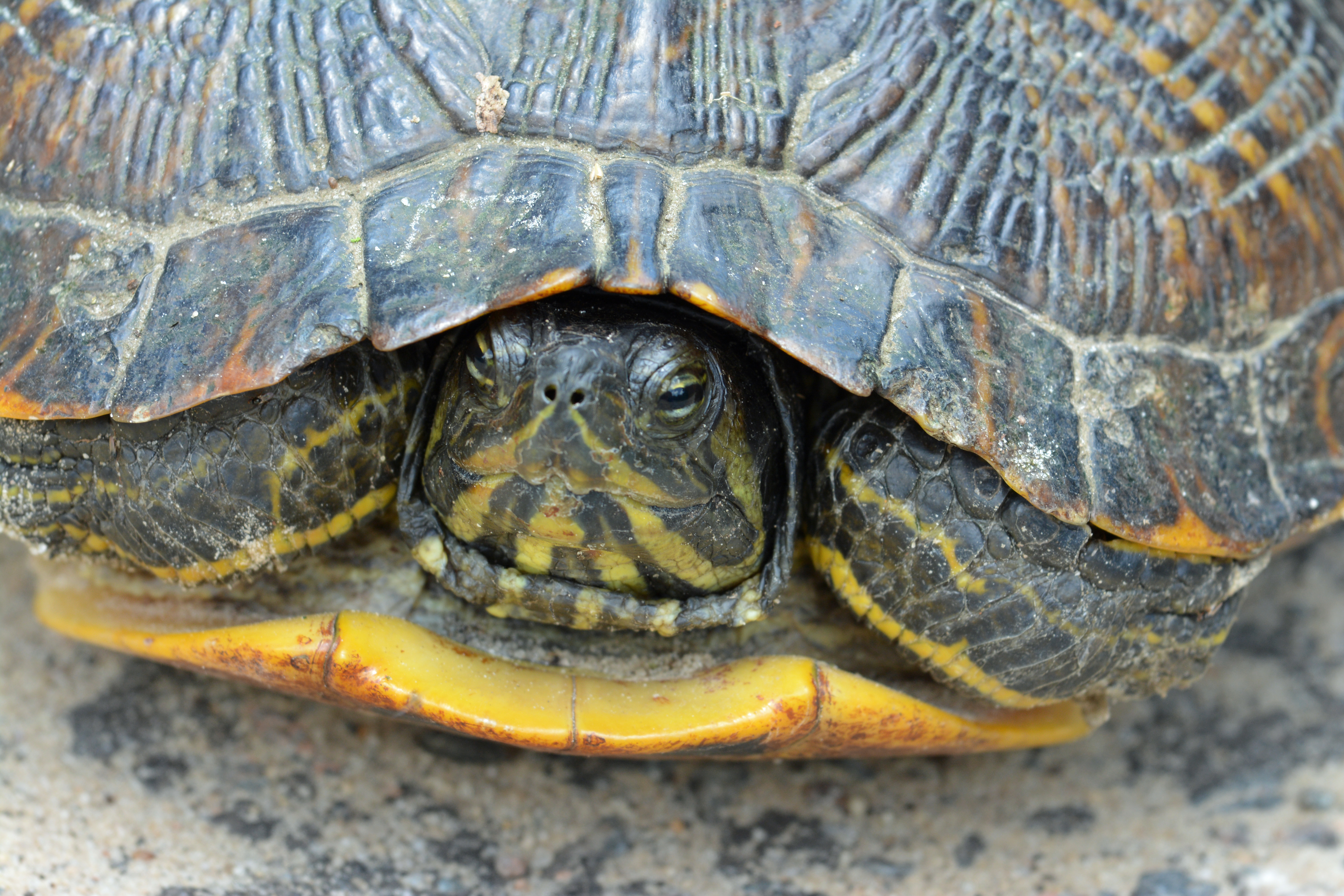
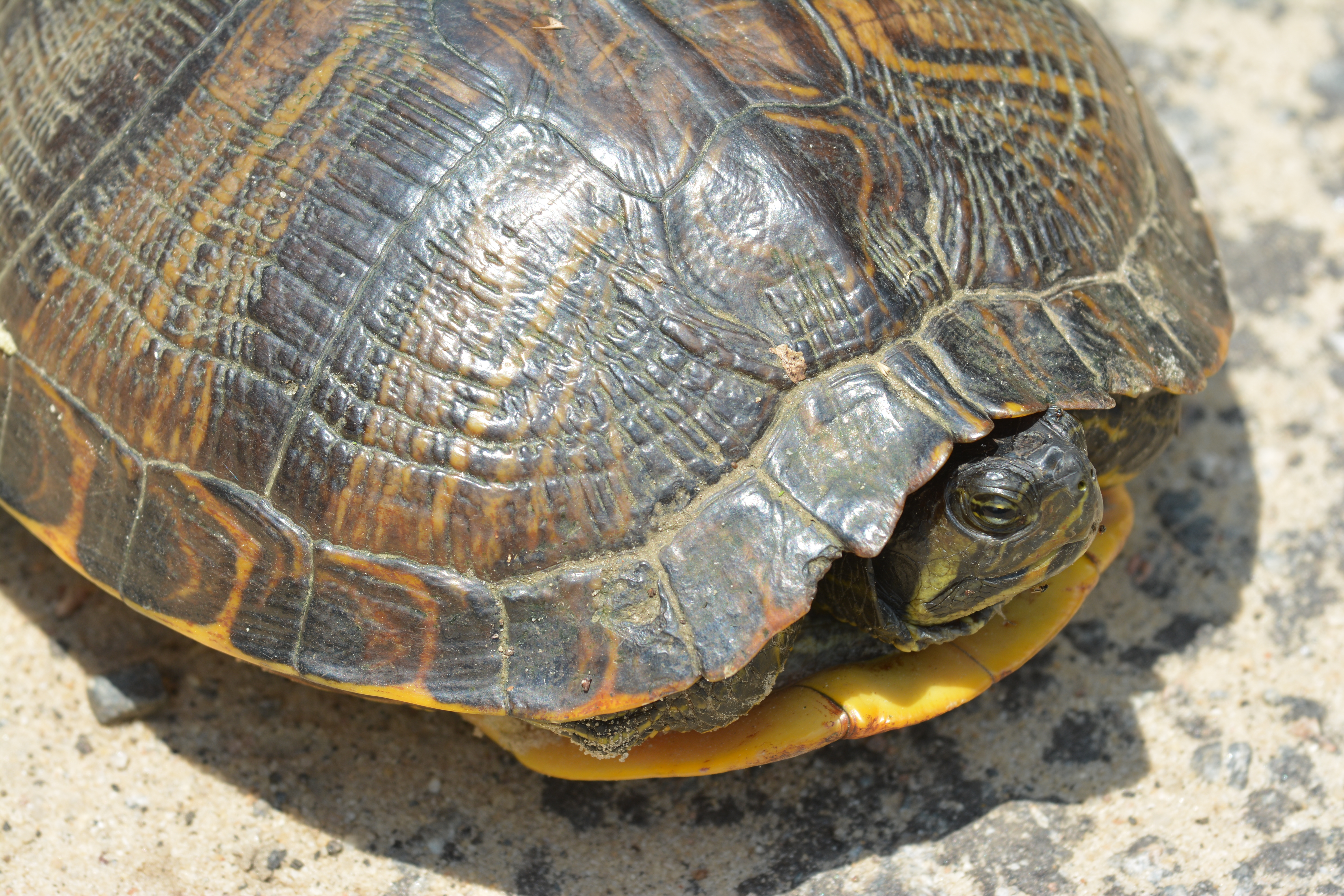
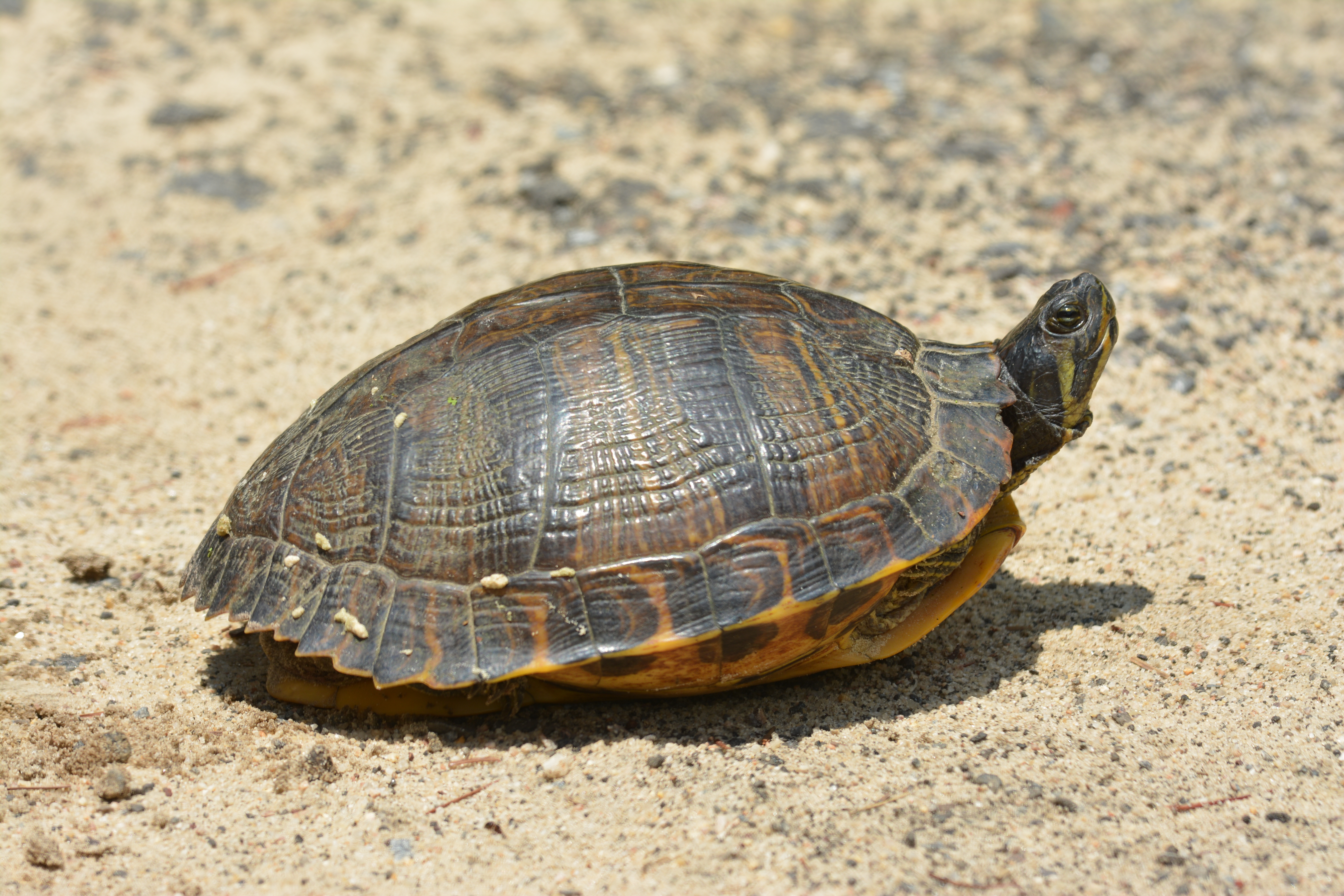